# مارال: بهترین داستان من
مارال: بهترین داستان من (ترکی استانبولی: Maral En Güzel Hikayem) یک مجموعه تلویزیونی ترکی در ژانر درام و رمانتیک با بازی هازال کایا و آراس بولوت اینملی است. پخش این مجموعه در ۵ مارس ۲۰۱۵ از کانال تی‌وی ۸ ترکیه آغاز و در ۴ نوامبر ۲۰۱۵ به پایان رسید.

## داستان
مارال دختری جوان و جاه‌طلب از یک خانواده متوسط است که آرزویش تحصیل در خارج از کشور است. او در فروشگاه معروف لونا کار می‌کند. مارال عاشق پسری بنام سارپ می‌شود که در همون فروشگاه کار می‌کند سارپ نیز از مارال خوشش میاد ولی…

## بازیگران و شخصیت‌ها
| بازیگر             | نقش          | قسمت |
| ------------------ | ------------ | ---- |
| هازال کایا         | مارال اردم   | ۱–۱۷ |
| آراس بولوت اینملی  | سارپ آلتان   | ۱–۱۷ |
| جیدا دوونجی        | دنیز فیمان   | ۱–۱۷ |
| مراد آیگن          | هاکان        | ۱–۱۷ |
| جان نرگس           | ایت          | ۱–۱۷ |
| رها اوزجان         | خالص فیمان   | ۱–۱۷ |
| Gümeç Alpay Aslan  | آسلی         | ۱–۱۷ |
| Cankat Aydos       | تحسین        | ۱–۱۷ |
| Bedir Bedir        | دیوید        | ۱–۱۷ |
| Elvan Boran        | نیلوفر       | ۱–۱۷ |
| Canan Atalay       | اجه          | ۱–۱۷ |
| Olgu Baran Kubilay |              | ۱–۱۷ |
| Merve Bulut        | حمایت        | ۱–۱۷ |
| irem Gündüz        |              | ۱–۱۷ |
| Eşref Seyitoğlu    | عزیز         | ۱–۱۷ |
| ipek Bilgin        | جانان        | ۱–۱۷ |
| Bige Önal          | آلارا گورکم  | ۱–۱۷ |
| Rıza Akın          | محسن         | ۱–۱۷ |
| Ahmet Olgun Sümear | بنان         | ۱–۱۷ |
| Türkü Turan        | آریا فرمان   | ۱–۱۷ |
| Firat Altunmeşe    | اویتون فیمان | ۱–۱۷ |
| inci Şen           | آیتن         | ۱–۱۷ |
| Defene Halman      | اینجی پکر    | ۱–۱۷ |
| Serhat Yiğit       | یامان        | ۱–۱۷ |
| Defene Şener       | مینه         | ۱–۱۷ |
| Tuğrul Cerrahoğlu  | توفان        | ۱–۱۷ |
| Leyla Kırşan       | مارال        | ۱    |
| Elif Sisa          | آریا         | ۱    |
| Erdoğan Tutkun     | حسن          | ۱–۲  |